# Халкидис, Боб
Боб Халкидис (англ. Bob Halkidis; род. 5 марта 1966, Торонто) — канадский хоккеист, защитник.

## Биография
Игрок юниорской команды «Лондон Найтс», обладатель «Макс Камински Трофи» в сезоне 1984/85. На драфте НХЛ 1984 года был выбран в 4-м раунде под общим 81-м номером клубом «Баффало Сейбрз». Выступал в НХЛ за «Баффало Сейбрс» (1984/85 — 1988/89), «Лос-Анджелес Кингс» (1989/90 — 1990/91), «Торонто Мейпл Лифс» (1991/92), «Детройт Ред Уингс» (1993/94 — 1994/95), «Тампа-Бэй Лайтнинг» (1995/96). Играл за различные команды АХЛ, IHL, UHL, ECHL.
В Европе играл за ХИФК (Финляндия, 1997/98), «Кёльнер Хайе» (Германия, 1998/99), «Ньюкасл Джестерс» (2000/01), СКА Санкт-Петербург (Россия, 2000/01).
С 2023 года — скаут команды НХЛ «Коламбус Блю Джекетс».
Сын Бо (род. 1994) в 2009—2011 годах играл на юношеском уровне.